# Délvidéki sertefarkú
A délvidéki sertefarkú (Stipiturus malachurus) a madarak osztályának verébalakúak (Passeriformes) rendjébe és a tündérmadárfélék (Maluridae) családjába tartozó faj.

## Rendszerezése
A fajt George Shaw angol botanikus és zoológus írta le 1798-ban, a Muscicapa nembe Muscicapa malachura néven.

## Alfajai
- Stipiturus malachurus halmaturinus Parsons, 1920
- Stipiturus malachurus hartogi T. Carter, 1916
- Stipiturus malachurus intermedius Ashby, 1920
- Stipiturus malachurus littleri Mathews, 1912
- Stipiturus malachurus malachurus (Shaw, 1798)
- Stipiturus malachurus parimeda Schodde & R. G. Weatherly, 1981
- Stipiturus malachurus polionotum Schodde & I. J. Mason, 1999
- Stipiturus malachurus westernensis A. J. Campbell, 1912[2]

## Előfordulása
Ausztrália területén honos. Természetes élőhelyei a sivatagok és cserjések, sziklás környezetben, valamint lápok és mocsarak. Állandó, nem vonuló faj.

## Megjelenése
Testhossza 19 centiméter.

## Természetvédelmi helyzete
Az elterjedési területe nagyon nagy, egyedszáma ugyan csökken, de még nem éri el a kritikus szintet. A Természetvédelmi Világszövetség Vörös listáján nem fenyegetett fajként szerepel.